# Luís Gonzaga Silva Pepeu
Luís Gonzaga Silva Pepeu O.F.M.Cap. (Caruaru, 18 de fevereiro de 1957) é um frade capuchinho e prelado católico brasileiro. Foi o terceiro bispo de Afogados da Ingazeira e o segundo arcebispo metropolitano de Vitória da Conquista.

## Biografia
Fez a profissão religiosa no dia 17 de janeiro de 1978. Fez seus estudos superiores de filosofia e teologia no Instituto Filosófico e Teológico da Província dos Capuchinhos de São Paulo e no Instituto de Teologia do Recife (ITER) e foi ordenado sacerdote em 8 de dezembro de 1982.
Ele recebeu um doutorado em direito canônico do Pontifícia Universidade Santo Tomás de Aquino, Angelicum em 2001, com uma dissertação intitulada Leigos e leigas, membros do conselho econômico diocesano : uma participação no poder de regime de maior significado no actual Código de direito canônico.

## Episcopado
Foi nomeado terceiro bispo de Afogados da Ingazeira pelo Papa João Paulo II e foi sagrado bispo no dia 6 de outubro de 2001, em Caruaru, por Dom Antonio Soares Costa.
No dia 11 de junho de 2008 foi nomeado segundo arcebispo metropolitano de Vitória da Conquista pelo Papa Bento XVI. Recebeu o pálio no dia 29 de junho do mesmo ano, no Vaticano. Em 9 de outubro de 2019, sua renúncia foi aceita pelo Papa Francisco, tornando-se arcebispo-emérito, e tendo como sucessor Dom Josafá Menezes da Silva.
Foi vigário-geral da Arquidiocese de Olinda e Recife de 13 de maio de 2021 até 27 de dezembro de 2023, sendo sucedido por Josivaldo José Bezerra.

## Ordenações episcopais
Dom Luis Pepeu foi o ordenante principal dos seguintes Bispos:
- Dom Severino Batista de França, OFMCap. (2004)
- Dom Egidio Bisol (2010)
- Dom Valdemir Ferreira dos Santos (2010)
- Dom Magnus Henrique Lopes, OFMCap. (2010)
- Dom João Santos Cardoso (2012)
- Dom Estevam dos Santos Silva Filho (2014)
- Dom José Roberto Silva Carvalho (2017)
- Dom Rubival Cabral Britto, OFMCap. (2017)

Foi co-ordenante principal dos seguintes Bispos:
- Dom José Soares Filho, OFMCap. (2003)
- Dom Aldemiro Sena dos Santos (2017)
- Dom Vítor Agnaldo de Menezes (2018)
- Dom Juraci Gomes de Oliveira (2023)